# Divmod
Divmod ist ein Ausdruck aus der Programmierung. Er setzt sich aus den Anfangsbuchstaben der Begriffe Division (ganzzahlige Teilung) und Modulo (Rest einer ganzzahligen Teilung) zusammen, da die so benannten Funktionen diese beide Operationen für zwei übergebene Zahlen ausführen und deren Ergebnisse zurückgeben.
Werden divmod beispielsweise die Werte 40 als Dividend und 6 als Divisor übergeben, erhält man als Rückgabewerte 6 (ganzzahliges Ergebnis von 40 geteilt durch 6) und 4 (verbleibender Rest).

## Implementierung
Divmod ist nicht Bestandteil der Standardbibliothek der meisten Programmiersprachen, da es sich bei Bedarf leicht konstruieren lässt. Die folgenden Programmiersprachen implentieren die Funktion indes (Auflistung nicht abschließend):
- C/C++ als std::div, std::ldiv, std::lldiv oder std::imaxdiv (je nach Datentyp)[1]. Die im Sprachstandard definierten Funktionen liefern jeweils ein Struktur vom Typ std::div_t (je nach Datentyp) zurück, die den ganzzahligen Quotienten sowie den Rest enthält.  Beispiel:

```
#include <iostream>
int main() {
  auto dv = 
std::div(20, 3)
;
  std::cout << dv.quot << ", " << dv.rem << std::endl;
}
```

- D als divMod[2]
- Haskell als divMod[3]
- Pascal als DivMod[4]
- Python als divmod[5]
- Ruby als divmod[6]